# Dani Pinillos
Pour les articles homonymes, voir Daniel.
Daniel Pinillos González, né le 22 octobre 1992 à Logroño, est un footballeur espagnol, évoluant au poste de latéral gauche.

## Biographie
En 2010, Daniel Pinillos rejoint la réserve du Racing de Santander. En 2013, il rejoint le CD Ourense, en troisième division espagnole, et joue 21 matchs sous ces couleurs.
Début 2014, il rejoint la réserve du Córdoba CF, avant de faire ses débuts avec l'équipe première en deuxième division. À l'intersaison 2014, il prolonge pour trois saisons avec le club andalou. Promu dans l'élite, Pinillos réalise plusieurs apparitions, mais se fait néanmoins remarquer par une suspension de quatre matches pour avoir offensé un arbitre assistant. À la fin de la saison, le club est relégué, et Pinillos est libéré de son contrat.
Le 30 juillet 2015, il rejoint l'équipe anglaise de Nottingham Forest,.
Le 21 décembre 2015, il souffre une rupture des ligaments du genou lors d'un match contre les MK Dons. À la suite de la rupture, il ne dispute pas le reste de la saison 2015-16.
Le 19 janvier 2018, il rejoint Barnsley pour deux saisons et demie.
Le 29 septembre 2020, il s'engage pour une saison en faveur du club polonais du Miedź Legnica.

## Palmarès

### En club
- Barnsley
  - Vice-champion de League One (D3) en 2019